# Gehren
Gehren là một đô thị thuộc huyện Ilm trong bang Thüringen, Đức. Đô thị này có diện tích 29,99 km², dân số thời điểm 31 tháng 12 năm 2006 là 3523 người. Đô thị này có cự ly 7 km về phía đông nam Ilmenau.